# Есек'єль Бульяуде
Есек'єль Едуардо Бульяуде (ісп. Ezequiel Eduardo Bullaude; нар. 26 жовтня 2000) — аргентинський футболіст, атакуючий півзахисник клубу «Феєнорд». На умовах оренди грає за «Фортуну» (Сіттард).

## Клубна кар'єра
Вихованець футбольної академії футбольного клубу «Годой-Крус». Проходив перегляди в клубах «Архентінос Хуніорс» та «Ланус», але в результаті став грати за «Годой-Крус». В основному складі клубу дебютував 20 жовтня 2018 року в матчі аргентинської Суперліги проти Альдосіві на стадіоні Мальвінас Архентінас.
30 серпня 2022 року Бульяуде підписав п'ятирічний контракт з нідерландським «Феєнордом». Він дебютував за клуб 11 вересня 2022 року, вийшовши на заміну під час перемоги «Феєнорда» над «Спартою» (Роттердам) з рахунком 3:0.

## Кар'єра у збірній
У лютому 2018 року Пабло Аймар викликав Есек'єля на тренувальні збори у складі збірної Аргентини до 19 років.

## Особисте життя
Двоюрідний брат Есек'єля Карлос Матіас  Сандес є професійним баскетболістом .

## Титули і досягнення
- Чемпіон Нідерландів (1):

«Феєнорд»: 2022-23